# Анвар Абіджан
Анвар Абіджан (Абіджанов) (25 січня 1947 — 11 квітня 2020, справжнє ім'я Анваржан Обітжанов) — узбецький радянський журналіст, поет, письменник-фантаст. У 1998 році нагороджений званням «Народний поет Узбекистану».

## Біографія
Народився в кишлаку Паласан (Ферганська область, Узбекистан). Там у 1964 році закінчив школу, потім два роки навчався у Самаркандському фінансовому технікумі. Служив у Радянській армії (1966—1969), працював бавовнярем (1969—1971), літпрацівником в редакції газети «Paxta uchun» (1971—1976), редактором на радіо. У 1979 закінчив заочно факультет журналістики Ташкентського державного університету.
Працював редактором видавництва «Ёш гвардія» (Yosh gvardiya, 1981) и «Yulduzcha» (1986—1987), в журналах «Молода сила» (Yosh kuch, 1981—1986), «Муштум» (Mushtum, 1988—1989), головним редактором у видавництві «Чулпан» (Cho‘lpon, 1989—1998), редактором на узбецькому телебаченні.
Живе в Ташкенті.

## Творчість
Перший вірш «Блиск» (Shkafcham) з'явився у шкільному журналі в 1960 році. Друкуватися почав у 1974 році, тоді вийшла поетична збірка «Мати-Земля». Пише узбецькою мовою.
Відомий завдяки своїм дитячим книгам, зокрема  науково-фантастичній повісті «Аламазон і його піхота» (написана 1976—1979), що розповідає про надзвичайні пригоди семикласника Аламазона і його друзів. Випустив також збірку дитячої фантастики «Грізний Мешпалван» (1991).

### Публікації
- Аламазон и его пехота: Фантастическая повесть / Пер. с узб. О. Ипатова. — Ташкент : Ёш гвардия, 1984. — 128 с. — 60000 прим.
- Грозный Мешпалван: Сказки, приключения, фантастика / Пер. с узб. З. Тумановой, Р. Азимовой, Х. Исмаилова, Л. Самойлова. — Ташкент : Чулпон, 1991. — 336 с. — 75000 прим. — ISBN 5-8250-0174-3.
Оповідання:
  - Аламазон і його піхота
  - Автохлопчик із золотим серцем
  - Самозванець номер 0099
  - Оловджан-полководець
  - Життя і смерть страдниці мухи
  - Диваки навколо нас
  - Що тільки не присниться
  - Сорочі плітки
  - Грізний Мешпалван

## Нагороди і звання
- 1997 — премія «Shuhrat»
- 1998 — звання «Народний поет Узбекистану»